# Biocombustibles para la aviación

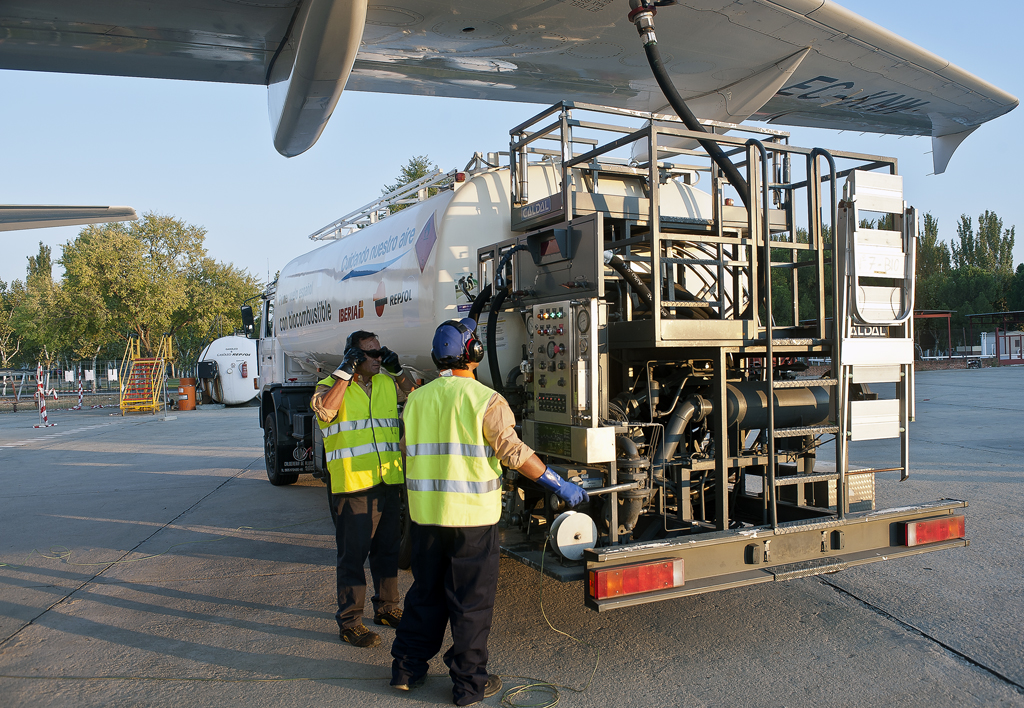
Un camión cisterna de Repsol repostando el primer vuelo de Iberia con biocombustibles.

Los biocombustibles para la aviación, conocidos por sus siglas en inglés BAF (bio-aviation fuel) o BJF (bio-jet-fuel), son biocarburantes diseñados para su uso en aeronaves equipadas con motores (sobre todo de reacción) adaptados a este fin. Siendo combustibles sostenibles, su objetivo es propulsar la aeronave y sostenerla en el aire, empleando procesos más ecológicos a fin de reducir el daño causado al medio ambiente por la quema de los combustibles convencionales.

## Descripción
Los biocarburantes (o biocombustibles) son mezclas de sustancias orgánicas (principalmente plantas y residuos) que se utilizan como combustibles en los motores de combustión interna. Derivan de la biomasa, materia orgánica originada en un proceso biológico, bien espontáneo bien provocado, utilizable como fuente de energía. Dependiendo de la biomasa usada, las emisiones de dióxido de carbono pueden llegar a reducirse en una amplia gama de entre el 20 % y el 98 % comparado con los carburantes convencionales (ATF) usados en los motores de reacción.
Una ventaja adicional de los biocombustibles es que no compiten con la agricultura (en términos de cultivos y uso de recursos), ni con el bosque natural ni las fuentes de agua dulce. Se consideran una alternativa a los electrocombustibles (combustibles sintéticos neutros en carbono que se fabrican almacenando la energía eléctrica de fuentes renovables).
Los biocombustibles para la aviación se producen en uno de varios procesos:
- bio-SPK, usando fuentes vegetales (como las algas, la Jatropha, la Camelina, aceite de palma o aceite babasú), aceites residuales o sebo.
- FT-SPK (proceso Fischer–Tropsch), a partir de biomasas sólidas usando la pirólisis.
- ATJ (alcohol-to-jet), a partir de residuos del proceso de la fermentación.
- Biología sintética a través de un reactor solar.
- A estos métodos para los motores de reacción se puede añadir la modificación de los motores de pistón para usar bioethanol.

## Uso actual y futuro
La Asociación Internacional de Transporte Aéreo (IATA) considera los biocarburantes un elemento clave para la reducción de la huella de carbono, siendo su principal estrategia a seguir en un futuro próximo para mitigar el impacto ambiental de la aviación. En líneas generales, la IATA ha apostado por los combustibles sostenibles para ir reemplazando los convencionales, con unos 300 000 vuelos usando este tipo de combustibles entre 2016 y 2019. En un principio se propuso alcanzar los 100 millones de litros producidos hasta 2021; sin embargo, debido a la pandemia de COVID-19 y su impacto en el sector de la aviación, dicho objetivo ha tenido que ser ajustado.
Entre los carburantes sostenibles, los biocarburantes jugarán en el futuro un papel importante, siendo usados para reducir las emisiones en los vuelos de media y larga distancia, que son los que más impacto tienen en el medio ambiente, además de alargar la vida útil de las aeronaves gracias a la reducción de su huella de carbono. 
La primera prueba de vuelo usando una mezcla de biocarburante con combustible convencional se realizó en 2008, cuyos resultados propiciaron que a partir del 2011 los ATF mezclados con hasta 50 % de biocarburantes sean permitidos en los vuelos comerciales.